# Општина Купшени (Марамуреш)
Купшени (рум. Cupşeni) општина је у Румунији у округу Марамуреш.
Oпштина се налази на надморској висини од 394 m.